# Agustí Colom i Cabau
Agustí Colom i Cabau (Barcelona, 15 de juny de 1961), és un economista i polític català veí de l'Esquerra de l'Eixample.
És professor de teoria econòmica a la Universitat de Barcelona. Va ser nomenat pel Parlament de Catalunya el 18 de febrer de 2004 com a membre de la Sindicatura de Comptes de Catalunya i va prendre possessió del càrrec el 26 de febrer del mateix any. El 4 de març del 2011 va cessar en el càrrec.
A les eleccions municipals de 2015 fou elegit regidor de l'Ajuntament de Barcelona per la candidatura més votada Barcelona en Comú. Actualment té la responsabilitat de regidor d'Ocupació, Empresa i Turisme. Fins a maig de 2016 va ser el Regidor del districte de l'Eixample, amb l'entrada al govern municipal del PSC passa a ser el Regidor del districte de Les Corts.